# McDonnell Douglas MD-12
Dimensions
Le McDonnell Douglas MD-12 fut un projet d'avion de ligne américain lancé dans les années 1990.

## Développement
Initialement, il s'agissait d'une version allongée du tri-réacteur MD-11 avec une plus grande capacité. Au cours du développement, le projet évolue en quadriréacteur à deux ponts avec allongement du fuselage. Le projet est annoncé en avril 1992. Le concept était très similaire à celui de l'Airbus A380 ou du Boeing NLA et devait être plus large que le Boeing 747. En dépit d'une campagne marketing agressive, particulièrement dans la presse aéronautique, aucune commande n'est passée pour l'appareil et il est finalement abandonné après la fusion entre McDonnell Douglas et Boeing en 1997.